# 堀田正衡
堀田 正衡（ほった まさひら）は、江戸時代後期から末期の大名、若年寄。下野佐野藩主。堀田家正高流分家7代。

## 生涯
下野佐野藩主（当時は近江堅田藩主）堀田正敦の五男。寛政8年（1796年）4月19日、将軍・徳川家斉に拝謁する。同年12月11日、従五位下・左京亮に叙任。後に摂津守に改める。天保3年（1832年）1月19日、父正敦の死去により家督を継いだ。天保5年（1834年）4月28日、奏者番に就任する。天保7年（1836年）9月4日、若年寄に就任する。天保14年（1843年）10月24日、退任して従四位下に昇進する。安政元年（1854年）に60歳で死去した。長男の正修は既に没していたため、その子・正頌が跡を継いだ。

## 人物
学問熱心であった。特に貝類の研究に熱心で、『観文介譜』を著している。絵画にも秀でた才能を残すなど文学的に優れていた。正衡の家臣・高橋源十郎の子・由一は日本初の洋画家となっているが、これは正衡の影響が大きいとも言われている。

## 系譜
父母
- 堀田正敦（父）

正室
- 照子 - 堀親寚の養女、堀直起の娘

側室
- 福永氏

子女
- 堀田正修（長男）
- 土井利祐（次男）
- 北条氏恭（七男） 生母は福永氏
- 棟姫 - 石川義光室
- 紀子 - 伊達邦命室
- 石川総参室
- 日野資訓室

## 関連作品
- 名奉行 遠山の金さん（1988年 - 1996年、テレビ朝日・東映）
シリーズを通して、実際と同じ役職で遠山金四郎（演：松方弘樹）を表裏で支えた。若林豪が正衡[1]を演じた。